# アズール色素

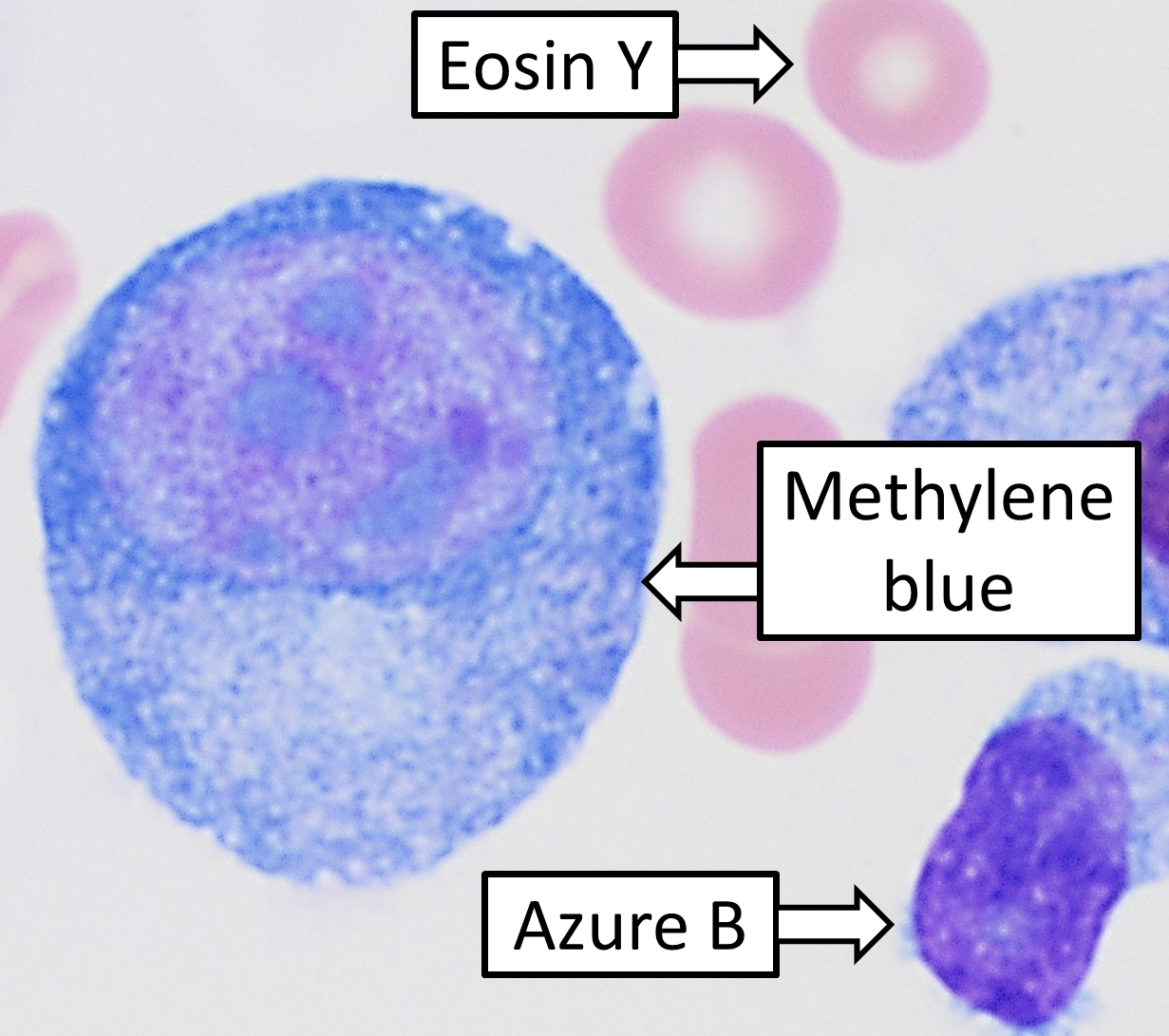
多発性骨髄腫細胞（形質芽球型）のライト染色。核はアズールB（とエオシン）で紫、細胞質はメチレンブルーで青、赤血球はエオシンで赤。

メチレンブルー：メチル基は4個

アズールB：メチル基は3個

アズールA：メチル基は2個

アズールC：メチル基は1個

チオニン：メチル基をもたない

アズール色素（アズールしきそ、英：Azure dyes）とは、青から青紫色を呈するチアジン系色素であり、細胞の染色、特に、血液細胞のロマノフスキー染色に用いられる。

## 概要
アズール色素は、フェノチアジン骨格を持つチアジン（英：thiazine）系の塩基性色素であり、青から青紫色を呈する。（アズールとは色名で明るい青を意味する。詳細はアジュールを参照されたい。）
アズール色素はメチレンブルーの誘導体である。メチル基を4個もつメチレンブルーは酸化 してメチル基を失い一連のアズール色素となり、色調も青から青紫に変化する。
| メチレンブルー    | メチル基は4個。吸収極大波長663-667 nm で青色。アズール色素には含まれない。(英)Methylene Blue） |
| ↓(酸化) アズールB | メチル基は3個。吸収極大波長648 nm。（(英)Azure B、同義語：Azure I、Trimethylthionine）         |
| ↓(酸化) アズールA | メチル基は2個。吸収極大波長625-632 nm。(英)Azure A、同義語：Dimethylthionine）                 |
| ↓(酸化) アズールC | メチル基は1個。吸収極大波長607-610 nm。（(英)Azure C、同義語：Monomethylthionine）             |
| ↓(酸化) チオニン  | メチル基をもたない。吸収極大波長598-599 nm で青紫色。（(英)Thionine）                          |

アズール色素は水溶液中では陽性に荷電しており、陰性に荷電している核酸とよく結合する。医学・生物学領域で、細胞染色、特に、血液細胞のロマノフスキー染色に用いられる

### ポリクローム・メチレンブルー
メチレンブルーは、水溶液中で、アルカリ化、酸化剤の添加、または、熟成により、酸化され、様々な程度にメチル基を失って、アズール色素などの混合物となる。これをポリクローム（多色性）メチレンブルー(（英）polychrome methylene blue、または、polychromed methylene blue）と呼び、次項のロマノフスキー染色の多くで使用されている。
ポリクローム・メチレンブルーに含まれている多種の色素のなかで、次項のロマノフスキー染色に必要なのは、アズールBである（アズールAでも核は紫色に染まりうるが、細胞質とのコントラストが不良のため、染色には不適である）。
なお、ポリクローム・メチレンブルーには、アズール色素の他、メチレンバイオレット(ベルントゼン)、など他の色素も含まれている）
また、ポリクローム・メチレンブルーは、単独で、細菌の染色などに用いられる。

### ロマノフスキー染色
1890年に、ロシアの医師、ドミトリー・ロマノフスキー（Dmitri Leonidovich Romanowsky]）が、「熟成した」メチレンブルー（ポリクローム・メチレンブルー）とエオシンの混合液により、赤血球中のマラリア原虫の細胞質は青色、核は紫赤色に染め分けることができることを発表した。（それ以前に知られていたメチレンブルーとエオシンによる染色では、赤血球中のマラリア原虫は細胞質と核がいずれも青色に染まり不分明であった。）そこで、本来、塩基性色素で青く染まるべき核が紫色に染まるなど、元の色素の色（青色と赤色）以外のさまざまな色調が現れることをロマノフスキー効果（ロマノフスキー現象）と呼ぶようになった。
ロマノフスキー効果は、メチレンブルーの酸化で生成したアズールBがクロマチン等に結合した後、局所でアズールBとエオシンが結合して紫色を呈することによるものと考えられている。
現在、血液塗抹標本に広く用いられている染色法（メイ・グリュンワルド・ギムザ染色、ライト染色、ギムザ染色、など）はロマノフスキー効果を利用したものであり、総称的にロマノフスキー染色とよばれる。
ロマノフスキー染色の多くは塩基性色素として安価なポリクローム・メチレンブルーを用いるが、アズールB含有量をはじめ、成分がメーカーやロットにより一定でなく、標準化しにくいという問題があるので、
精製したアズールBを使用する染色法もある。たとえば、ギムザ染色は、アズールBとメチレンブルーを採用している
詳細はロマノフスキー染色を参照されたい。

### アズール顆粒
血液細胞の細胞質に、アズール色素でよく染まって紫褐色から紫赤色を呈する顆粒を見ることがあり、
アズール顆粒、ないし、アズール好性顆粒と呼ぶ。よく知られているのは、顆粒球の一次顆粒としてのアズール顆粒である。

### 異染性
チオニン、アズールA、アズールB、アズールC、などのアズール色素は異染性（メタクロマジー、(英)metachromasia、または、metachromasy）を示す。異染性とは、組織染色において、組織等と結合した色素が、化学構造の変化なしに、色素本来の色と別の色を呈することである。
青いアズール色素により、細胞外マトリックスの基底膜成分、軟骨基質、間質の粘液様基質などが赤から赤紫色に染まり、識別しやすい。これは、プロテオグリカンの糖鎖の陰性官能基に結合した塩基性色素同士が結合して本来より低波長の光を吸収するためと考えられており、カルボキシル基と硫酸基をもつコンドロイチン硫酸などでは強い異染性が見られる。